# VLAREBO
Het VLAREBO of Vlaams Reglement betreffende de bodemsanering is het uitvoeringsbesluit van het decreet betreffende de bodemsanering in Vlaanderen. 
De doelstelling is het creëren van een wettelijk kader dat volgende zaken moet toelaten:
- beslissingen om bodemsanering systematisch te nemen
- prefinanciering van de sanering te verzekeren
- de kosten ervan te verhalen
- daarvoor voorziet het decreet in
  - regeling voor identificatie en inventarisatie van verontreinigde gronden
  - regeling saneringsplicht en aansprakelijkheid, verschillend voor historische en nieuwe verontreiniging
  - regeling bij overdracht van gronden en sluiten van inrichtingen
  - register voor verontreinigde gronden (bevat alle gegevens van bodemverontreiniging)